# Týček
Týček är en ort i Tjeckien.   Den ligger i regionen Plzeň, i den centrala delen av landet, 50 km sydväst om huvudstaden Prag. Týček ligger 477 meter över havet och antalet invånare är 190.
Terrängen runt Týček är platt söderut, men norrut är den kuperad. Runt Týček är det ganska tätbefolkat, med 104 invånare per kvadratkilometer. Närmaste större samhälle är Zbiroh, 1,8 km sydväst om Týček. I omgivningarna runt Týček växer i huvudsak blandskog.